# Kossuth-mauzóleum
A Kossuth-mauzóleum a budapesti Fiumei úti sírkert egyik nevezetes síremléke, Kossuth Lajos magyar politikus nyugvóhelye. Egyben az ország legnagyobb mauzóleuma.

## Története

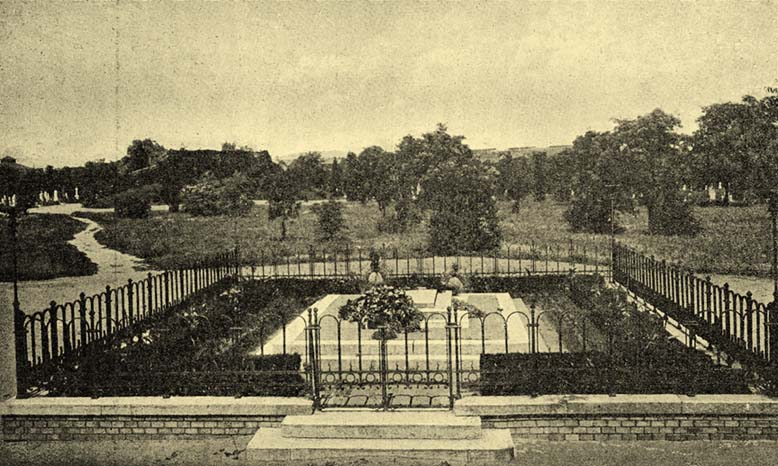
Kossuth Lajos ideiglenes sírja a Fiumei úti sírkertben 1894 és 1909 között

Kossuth Lajos 1894-ben hunyt el 92. életévében az olaszországbeli Torinóban. Testét hazahozták, és Budapesten, a Fiumei úti sírkertben ingyenes, ideiglenes díszsírhelyre temették. Már ekkor felmerült egy nagyobb emlékmű építésének gondolata. A pályázatot végül csak 1900-ban írták ki. Több pályamű (építész + szobrász / pályamű) beérkezett, a következőket ismerjük:
- Gerster Kálmán és Strobl Alajos[2]
- Hikisch Rezső és ifj. Mátrai Lajos[3]
- Márkus Géza, Spiegel Frigyes és Kövesházi Kalmár Elza[4]
- Schickedanz Albert és Herzog Fülöp Ferenc[5]
- Bálint Zoltán, Jámbor Lajos és Kallós Ede[6]
- Foerk Ernő és Füredi Richárd[7]
- Tőry Emil és Donáth Gyula[8]
- Komor Marcell, Jakab Dezső és Vedres Márk[9]
- Heidelberg Sándor, Jónás Dávid és Bezerédi Gyula[10]
- Schön Leo[11]
- Lajta Béla, Telcs Ede és Tóth István[12]

A nyertes párost (Gerster Kálmán építész és Strobl Alajos szobrászművész) 1902-ben hirdették ki. (Érdekesség, hogy Gerster volt az 1880-as években épült Deák-mauzóleum tervezője is.) Maga Kossuth Lajos fia, Kossuth Ferenc is ezt a pályázatot tartotta megfelelőnek. Ekkor azonban vita bontakozott ki, mert öt zsűritag – köztük Lotz Károly festőművész, Zala György szobrászművész és Lechner Ödön építész – a Bálint Zoltán–Jámbor Lajos tervezőpáros és Kallós Ede szecessziós stílusú tervét ajánlotta megvalósításra. A főváros a tiltakozások ellenére 1903-ban a Gerster–Strobl-féle terv mellett döntött. A síremlék 1903 tavasza és 1909 decembere között épült fel, Kossuth Lajost, feleségét, húgát és leányát 1909. november 25-én  helyezték örök nyugalomra benne. 1914-ben elhunyt Kossuth Ferenc is, majd 1923-ban Kossuth Lajos Tódor (Kossuth Lajos másik fia) akik ugyancsak itt kaptak méltó nyughelyet. 
A mauzóleum a második világháború és az 1956-os forradalom során megsérült. Ezt követően többé-kevésbé helyre állították. 1993 és 1999 között ismét részben felújították. Teljes, vizesedést megakadályozó rekonstrukciójára 2014–2015-ben került sor 415 millió forintos állami támogatásból, a Nemzeti Örökség Intézete közreműködésével. Felavatására 2015. december 9-én került sor: a megnyitó beszédet Lázár János Miniszterelnökséget vezető miniszter mondta el.
A Kossuth-mauzóleum a Fiumei úti sírkert és egyben Magyarország legnagyobb síremléke. Az épület műemléki védelem alatt áll. Külső része állandóan, belseje alkalmanként látogatható.

## Képtár

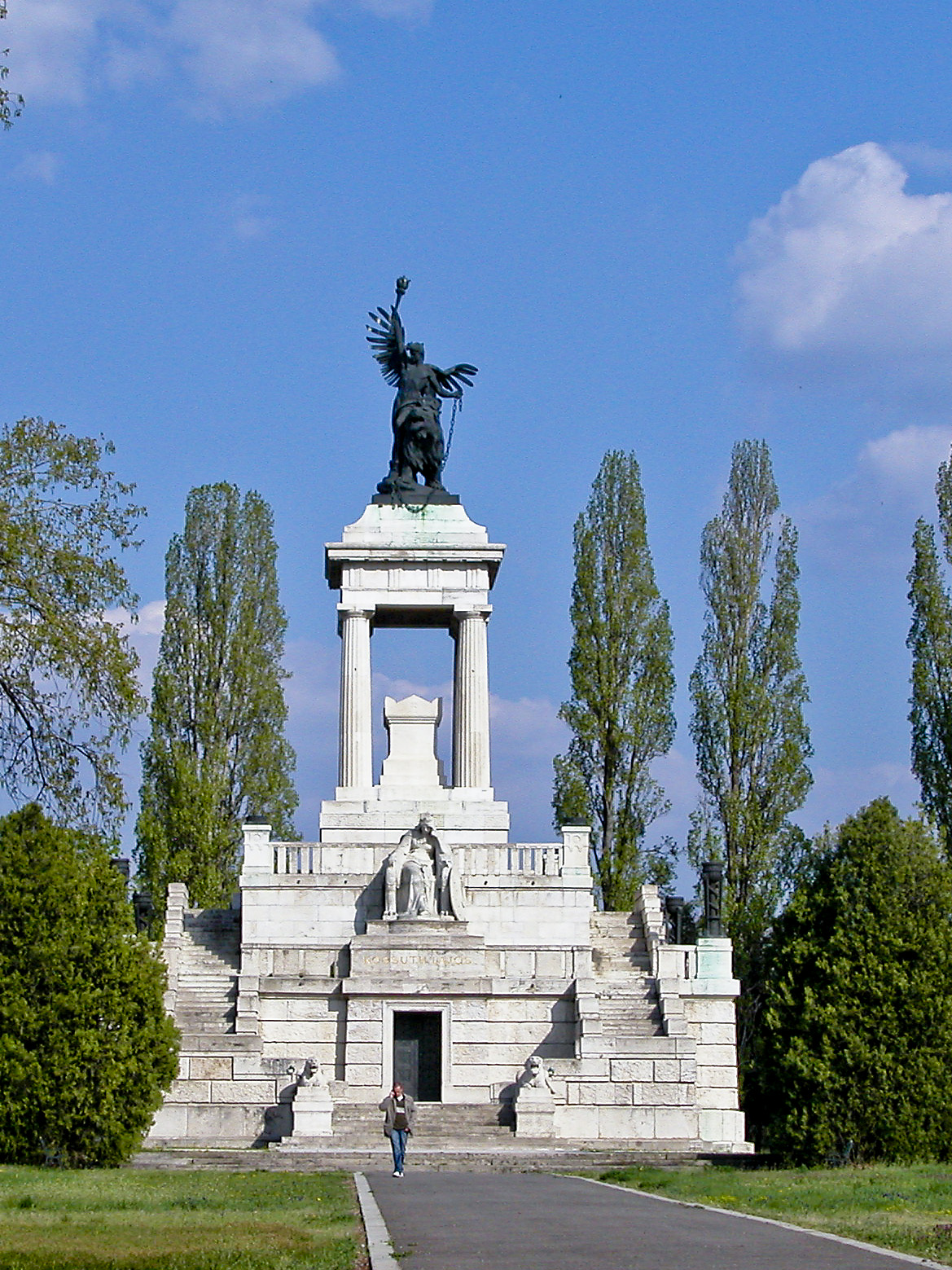
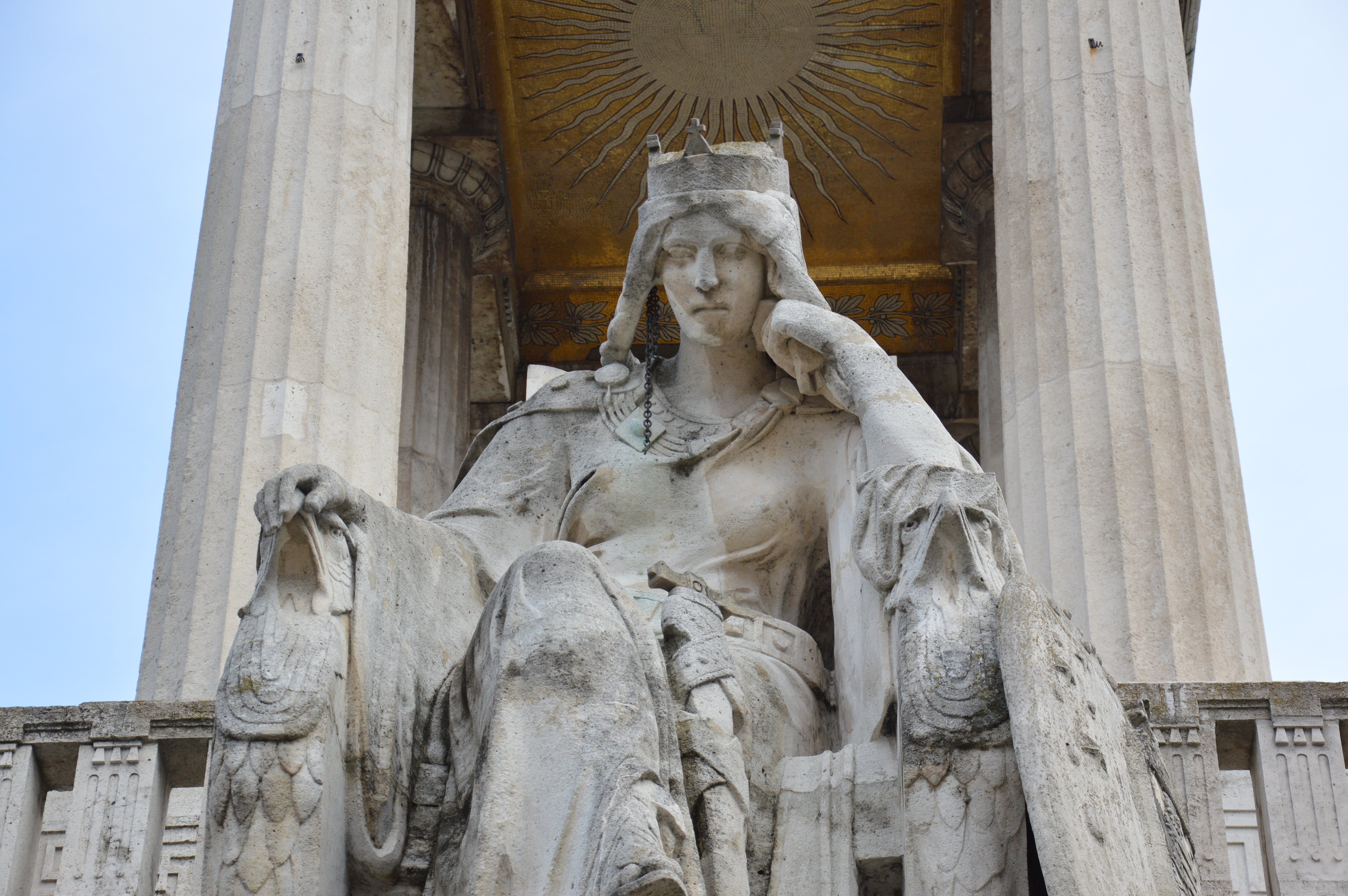
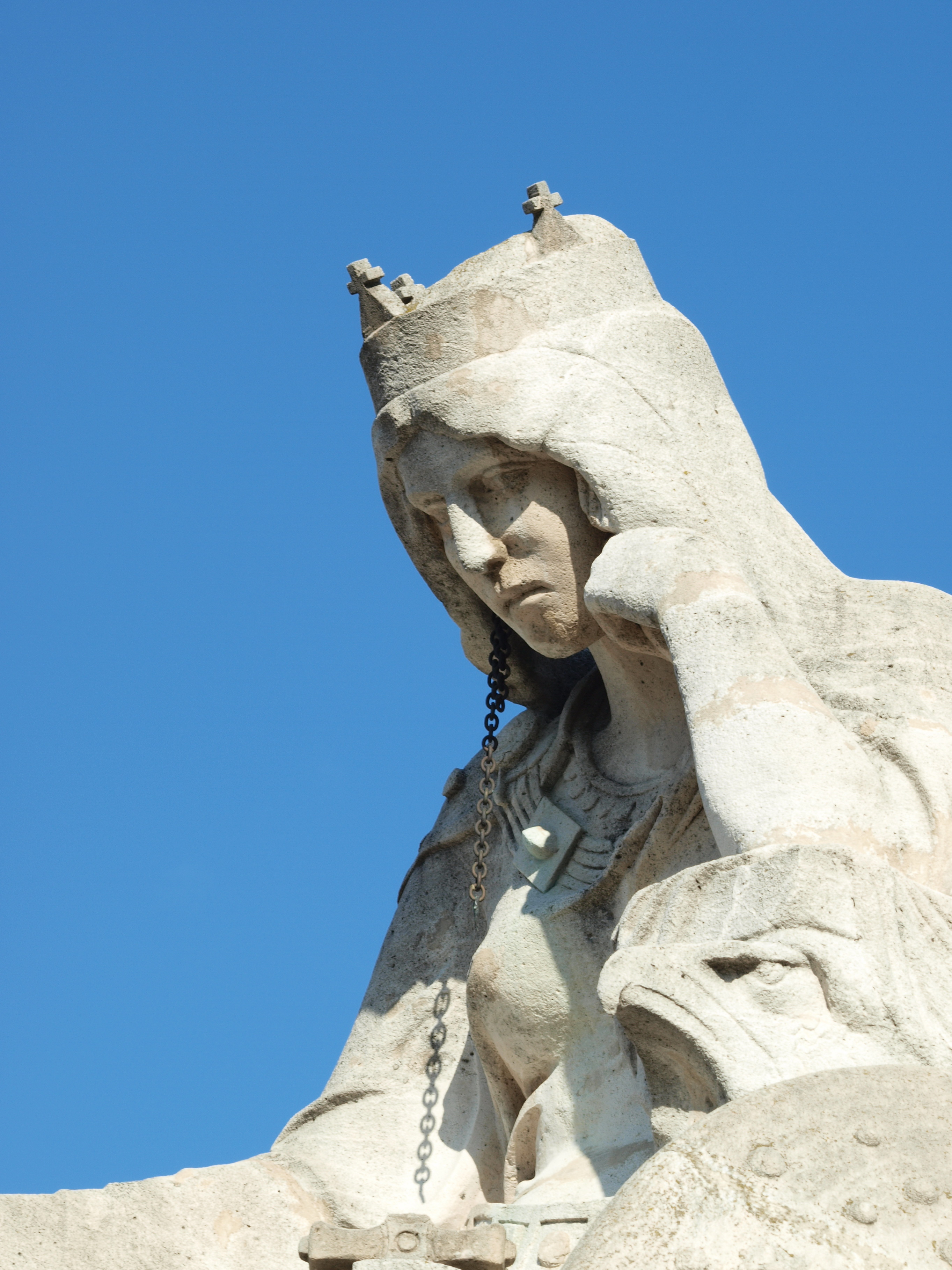
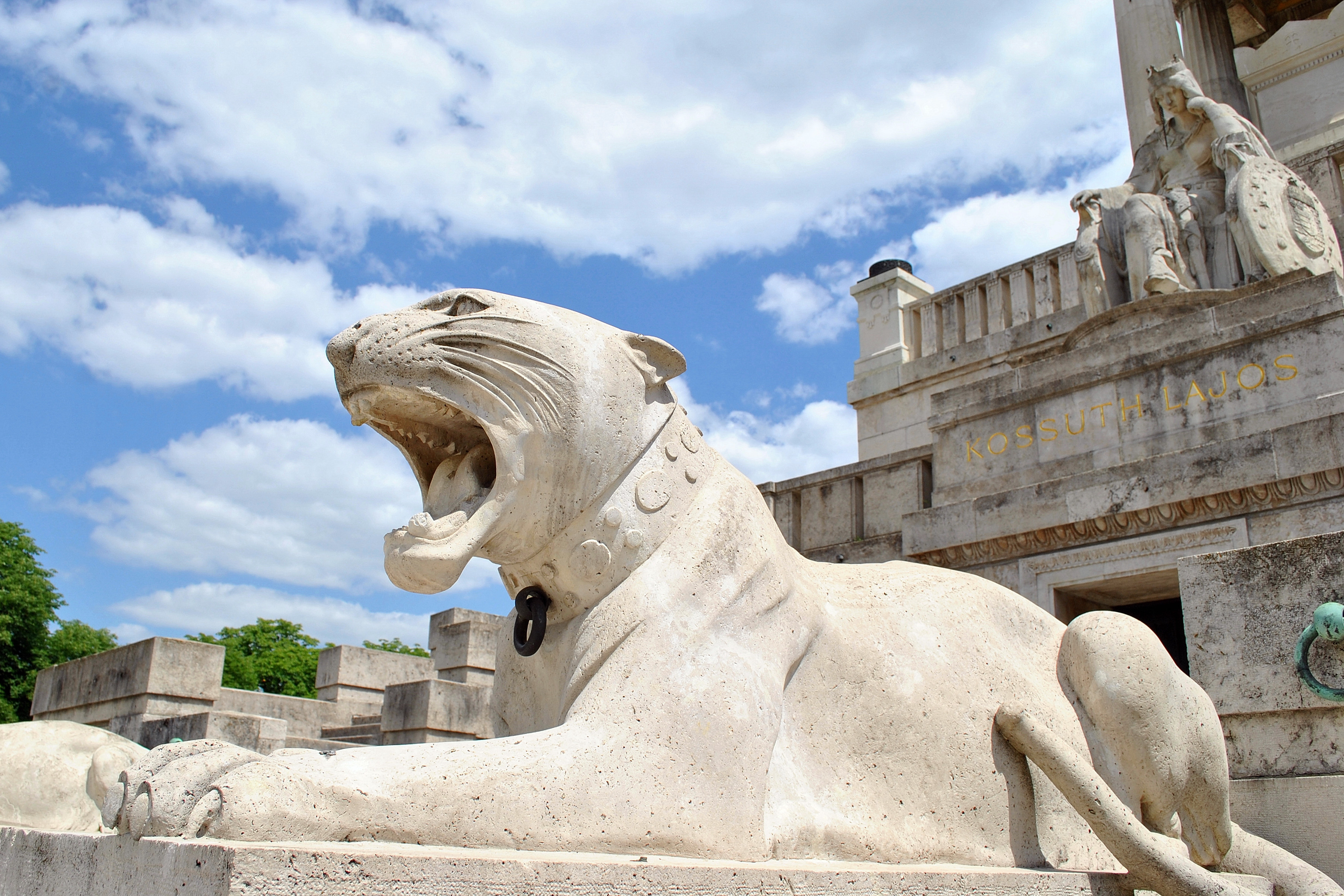
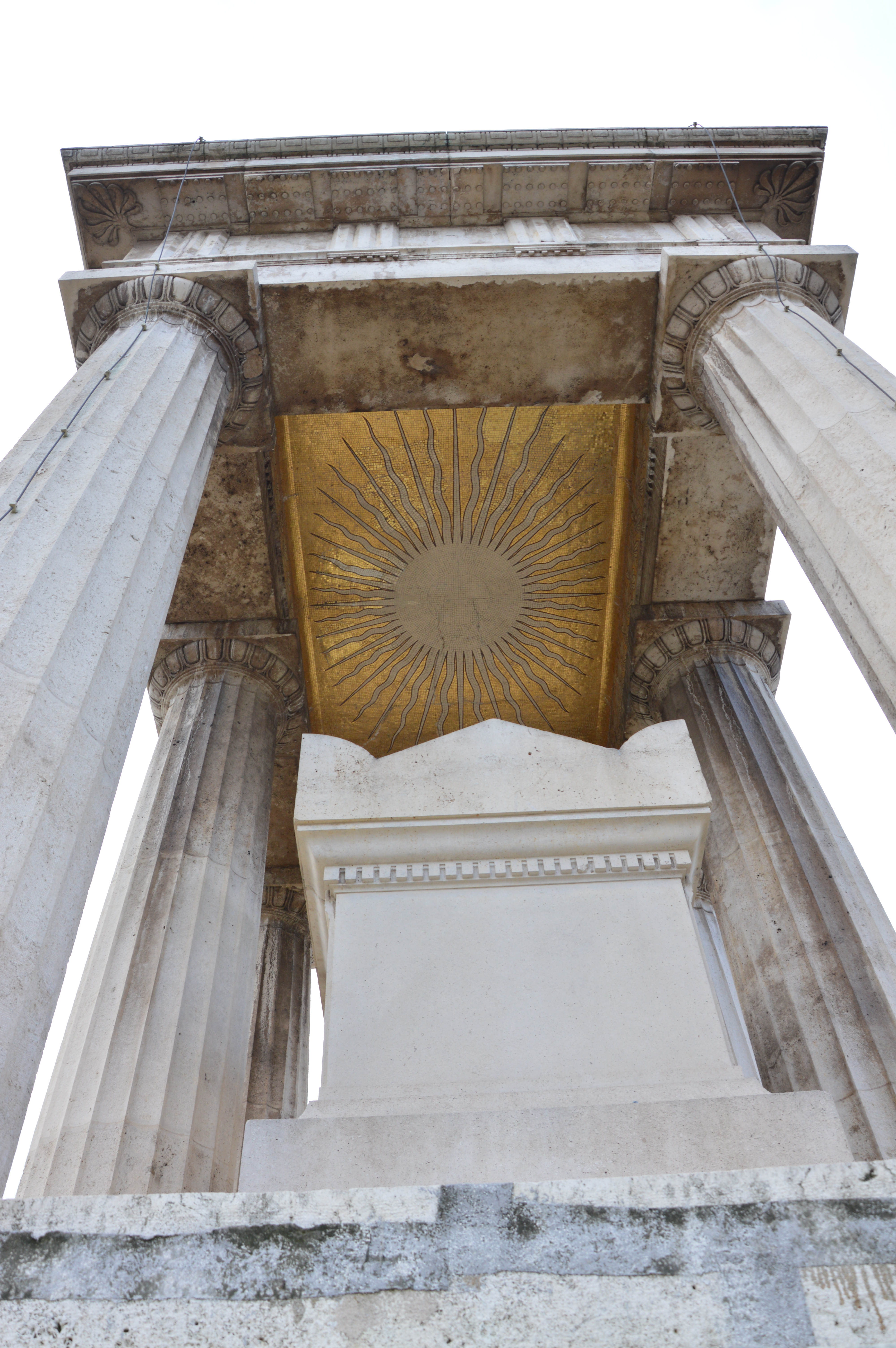
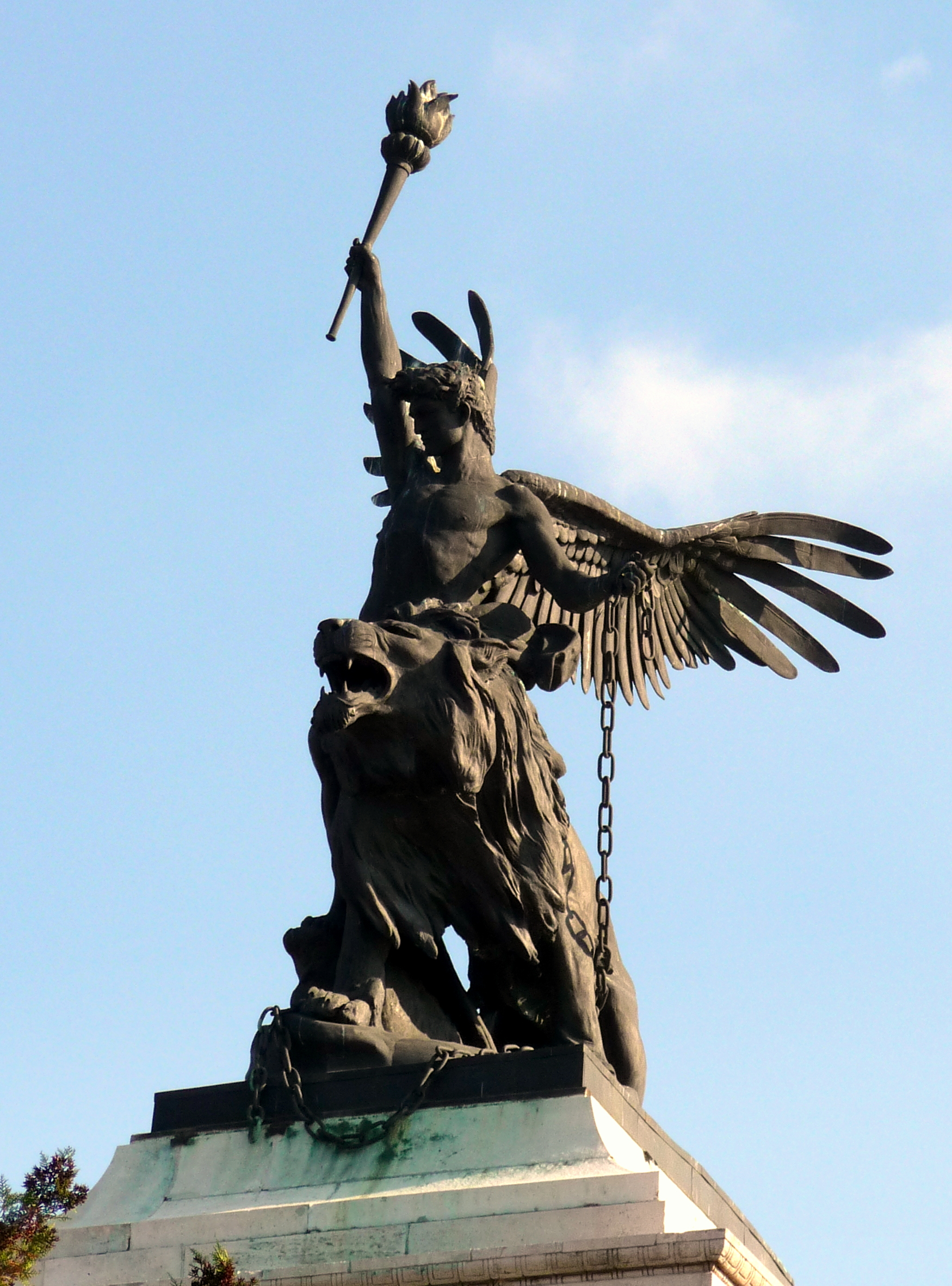
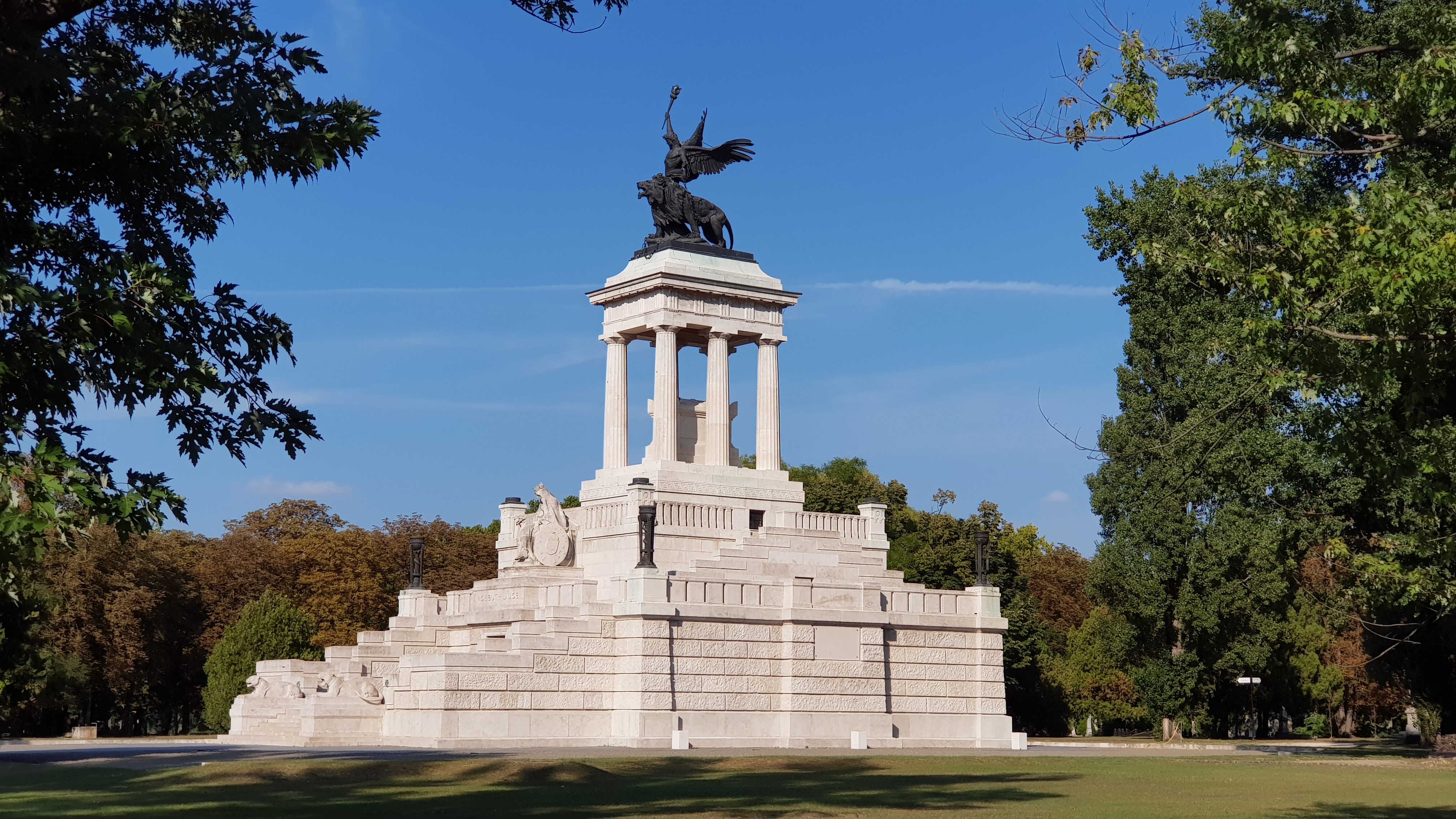
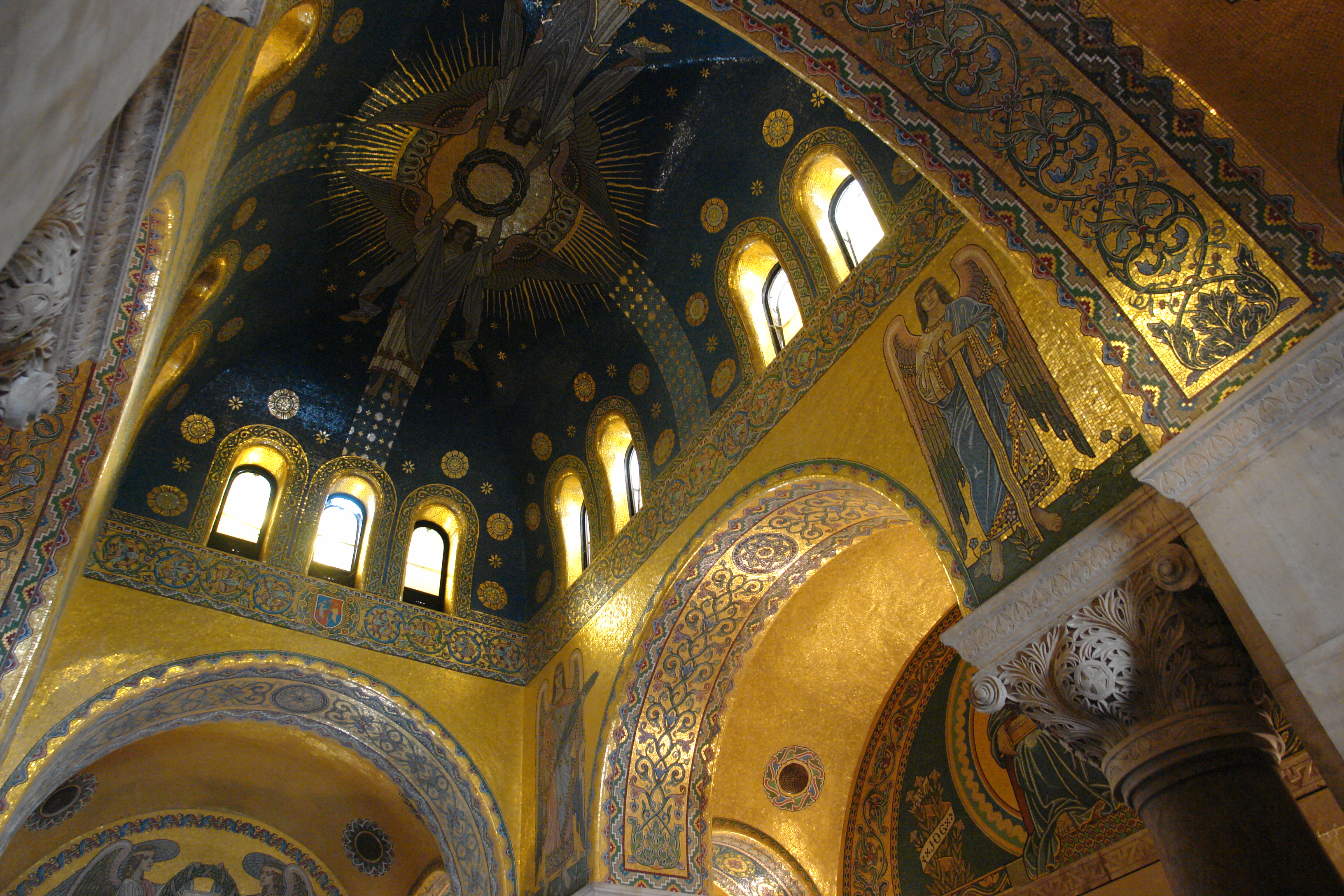
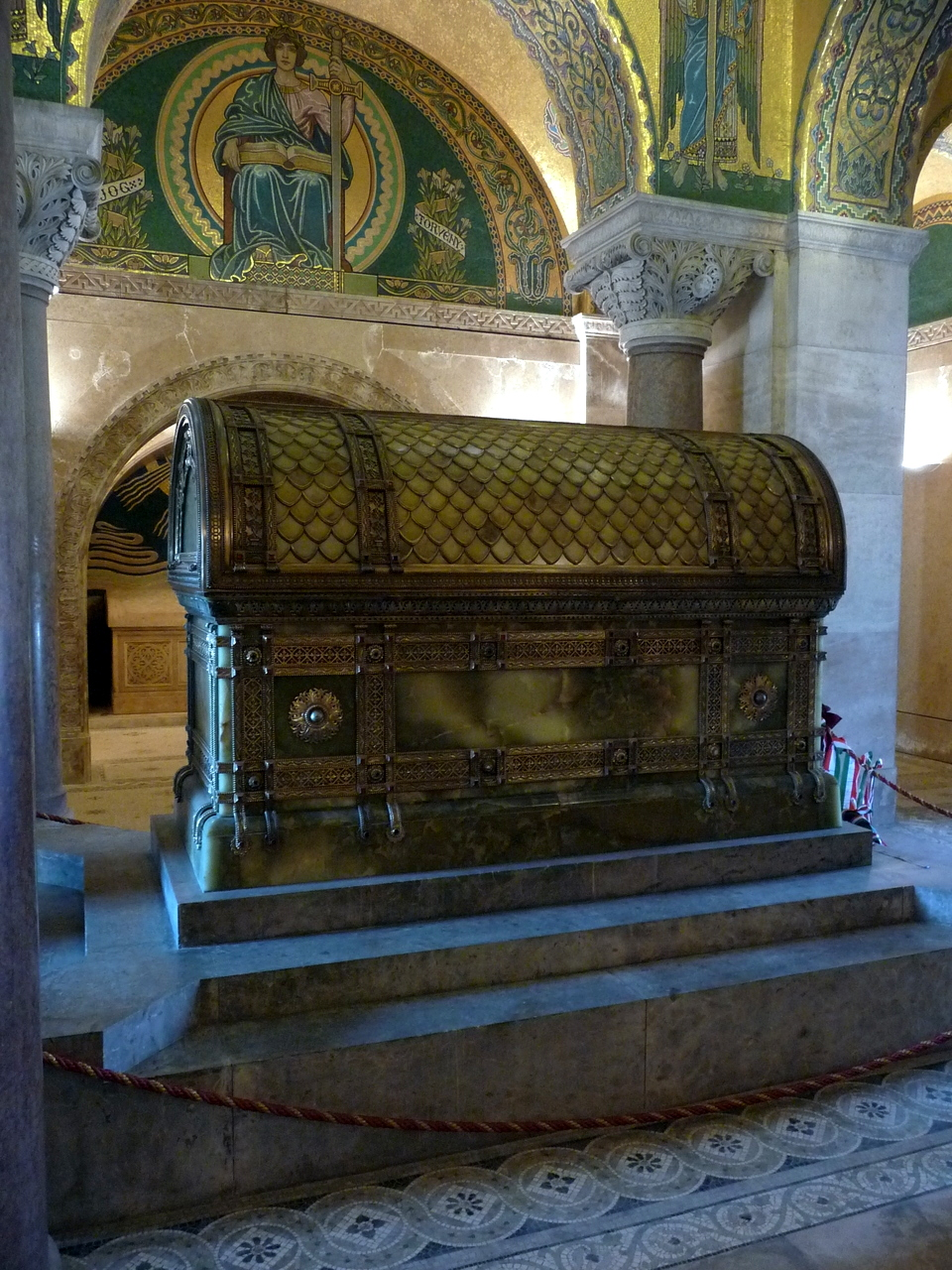
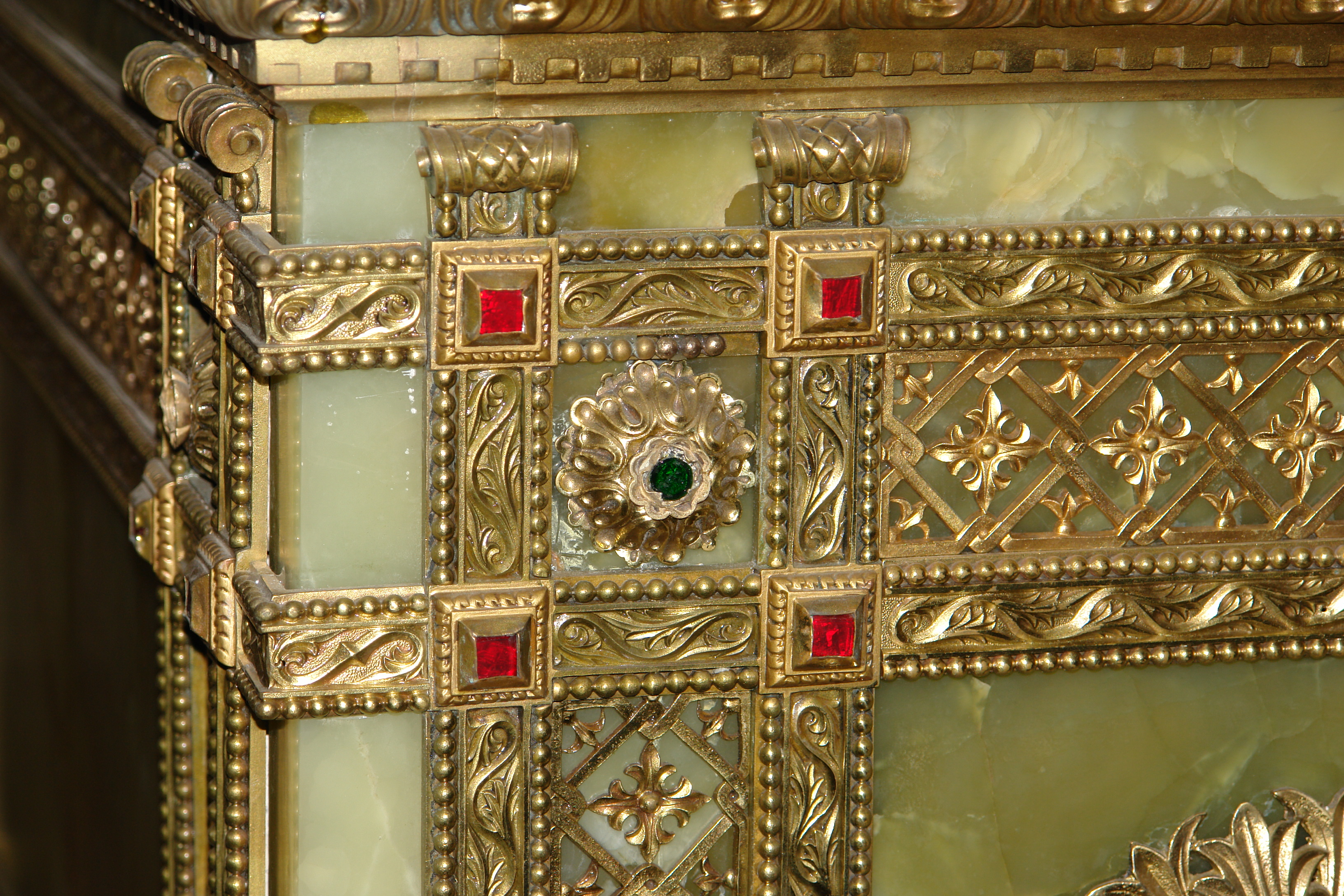

## Egyéb irodalom
- A Kossuth-mauzóleum emlékkönyve. Kossuth Lajos halála és temetése. A Kossuth-mauzoleum felavatása alkalmából szerkesztette dr. Kovács Dénes. Budapest, 1909. Szerző kiadása.
- Tóth Vilmos: Fiumei úti sírkert, Nemzeti Emlékhely és Kegyeleti Bizottság, Budapest, 2008, ISBN 978-963-06-4675-8
- Több mint temető. A Fiumei úti sírkert, Nemzeti Örökség Intézete, Budapest, 2017, ISBN 978-615-80441-2-7
- Kossuth-mauzóleum. NÖRI-füzetek 8., Nemzeti Örökség Intézete, Budapest,  é. n. [2010-es évek]
- E. Csorba Cs.: „A Kossuth-mauzóleum építéstörténete” In: Ars Hungarica 11/1 (1983)